# Jaroslava Brousková
Jaroslava Brousková (* 18. července 1950 Praha) je česká herečka.

## Život
Jaroslava Brousková se narodila v roce 1950 do herecké rodiny. Je dcerou Otakara Brouska st. a sestrou Otakara Brouska ml. Poprvé se před kamerou objevila v sedmnácti letech v romanci Malé letní blues, ve které si jí všimli filmaři a obsadili jí do poměrně velkých rolí moderních mladých žen do dnes již zapomenutých filmů Takže ahoj a Dvě věci pro život. Hrála také v zájezdových představeních Národního divadla. Vystudovala herectví na DAMU. Poté nastoupila do Krajského divadla v Kolíně.
Od 90. let se věnuje dabingu, lze ji slyšet např. v roli policejní šéfové Anny Engelhardtové v německém seriálu Kobra 11.
Od roku 1973 byla (až do jeho smrti) vdaná za herce Ladislava Potměšila (seznámili se v roce 1970 na konkurzu filmu Dvě věci pro život), měla s ním dva syny Ladislava mladšího (* 1974) a Jana (* 1978).

## Filmografie
- 1967 Malé letní blues
- 1970 Takže ahoj
- 1971 Jeden ze soubojů
- 1971 Žebrácká opera
- 1971 Ženy v ofsajdu
- 1972 Dvě věci pro život
- 1973 Zlá noc
- 1975 Kousek života
- 1976 Běž, ať ti neuteče
- 1976 Pýthie
- 1977 Jen ho nechte, ať se bojí
- 1979 Můj nezapomenutelný zážitek s dítětem
- 1983 Sestřičky
- 1985 Duhová kulička
- 1988 Dobří holubi se vracejí
- 1989 Útěk s Cézarem
- 1992 Kamarád do deště II - Příběh z Brooklynu

## Televize
- 1972 Bližní na tapetě (TV cyklus mikrokomedií Malé justiční omyly) - role: Eva Bláhová, snacha, žena Jiřího, aspirantka (11.příběh: Belle-Mére)
- 1977 Žena za pultem (TV seriál)
- 1982 Malý pitaval z velkého města (TV seriál)
- 1995 Když se slunci nedaří (TV seriál)
- 2004 Pojišťovna štěstí (TV seriál)
- 2005 Ordinace v růžové zahradě (TV seriál)
- 2005 Ulice (TV seriál)
- 2005 Ordinace v růžové zahradě (TV seriál)
- 2009 Vyprávěj (TV seriál)
- 2010 Cesty domů (TV seriál)